# Geranyloctanoat
Geranyloctanoat ist ein Terpenoidester der sich von Geraniol und Octansäure ableitet.

## Vorkommen

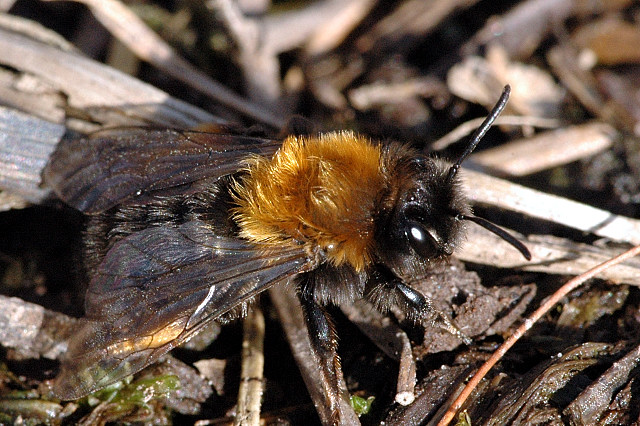
Andrena clarkella

Geranyloctanoat ist Bestandteil von Pheromonen bei mehreren Arten von Schnellkäfern aus der Gattung Agriotes. Bei Weibchen der Art Agriotes obscurus besteht das Pheromon aus Geranylhexanoat und Geranyloctanoat. Auch bei Weibchen der Arten Saatschnellkäfer (Agriotes lineatus) und Agriotes proximus enthält das Pheromon Geranyloctanoat. Die Verbindung wurde außerdem als Hauptkomponente in den Dufourdrüsen der Sandbienen-Arten Andrena clarkella und  Andrena praecox nachgewiesen.